# Folding@home
Folding@home (oft auch kurz F@H oder FAH) ist ein Volunteer-Computing-Projekt für die Krankheitsforschung, das die Proteinfaltung und andere Arten von Molekulardynamik simuliert. Statt die Rechenleistung eines einzelnen Rechners zu nutzen, wird dabei eine komplexe Aufgabe in Teilaufgaben aufgeteilt, diese auf mehrere Rechner verteilt und deren Rechenleistungen zur Aufgabenbewältigung genutzt. Das Projekt nutzt durch verteiltes Rechnen die ungenutzten Verarbeitungsressourcen von Personalcomputern und Servern, auf denen die Software installiert ist und die so zur Erforschung von Krankheiten beitragen.
Das Projekt verwendet hierbei eine statistische Simulationsmethode, die gegenüber traditionellen Berechnungsmethoden einen Paradigmenwechsel darstellt. Als Teil des Client-Server-Modells erhalten die Teilnehmer (Clienten) nach Anforderung eines Dienstes beim Server jeweils Teile einer Simulation (Arbeitseinheiten/Work-Units), berechnen und vervollständigen sie und geben sie an die Datenbankserver des Projekts zurück, wo die Einheiten sodann zu einer Gesamtsimulation zusammengestellt werden.
Der Hauptzweck des Projekts ist die Bestimmung der Mechanismen der Proteinfaltung, d. h. des Prozesses, durch den Proteine ihre endgültige dreidimensionale Struktur erreichen, und die Untersuchung der Ursachen von Proteinfehlfaltungen. Dies ist von Interesse für die medizinische Forschung über Alzheimer, Huntington und viele Formen von Krebs, neben weiteren, anderen Krankheiten. In geringerem Umfang versucht Folding@home auch, die endgültige Struktur eines Proteins vorherzusagen und zu bestimmen, wie andere Moleküle mit ihm interagieren können, was sich auf die Entwicklung von Medikamenten auswirkt.
Folding@Home erreichte am 13. April 2020 während der COVID-19-Pandemie eine kombinierte Rechenleistung, die schneller als die 500 schnellsten Supercomputer der Welt zusammengenommen war, und übertraf damit den zu diesem Zeitpunkt schnellsten Supercomputer um das 15-Fache.
Am 17. April 2020 wurde eine neue Client-Software veröffentlicht, die die Liste der priorisierbaren Projekte um COVID-19-Projekte ergänzt.

## Geschichte
Die ersten Ideen zur Nutzung zahlreicher Computer entstanden laut Vijay Pande im Sommer 2000, damals wurde dann auch die erste Version der Client-Software programmiert – seinerzeit noch ein Bildschirmschoner. Am 19. September 2000 wurde die erste Software für Folding@home seitens des Pande Laboratory der Stanford University offiziell veröffentlicht und wurde seitdem gemeinnützig unter der Leitung von Vijay Pande entwickelt. Es steht seit 2019 unter der Leitung von Gregory Bowman, Professor für Biochemie und molekulare Biophysik an der Washington University School of Medicine in St. Louis – es wird von verschiedenen wissenschaftlichen Einrichtungen und Forschungslabors weltweit kollektiv genutzt. Die von Folding@home generierten Ergebnisse werden nicht verkauft. Die generierten Datensätze können Forscher weltweit auf Anfrage abrufen und direkt von einer Website aus beziehen.
Folding@home-Forscher Gregory Bowman wurde 2010 mit dem Thomas Kuhn Paradigm Shift Award der American Chemical Society für die Entwicklung der Open-Source-Software MSMBuilder und für das Erreichen einer quantitativen Übereinstimmung zwischen Theorie und Experiment ausgezeichnet. Für seine Arbeit wurde Vijay Pande 2012 wiederum mit dem Michael und Kate Bárány-Preis für junge Forscher für die „Entwicklung von Berechnungsmethoden zur Erstellung führender theoretischer Modelle für die Protein- und RNA-Faltung“ und 2006 mit dem Irving Sigal Young Investigator Award für seine Simulationsergebnisse ausgezeichnet.

## Hintergrund

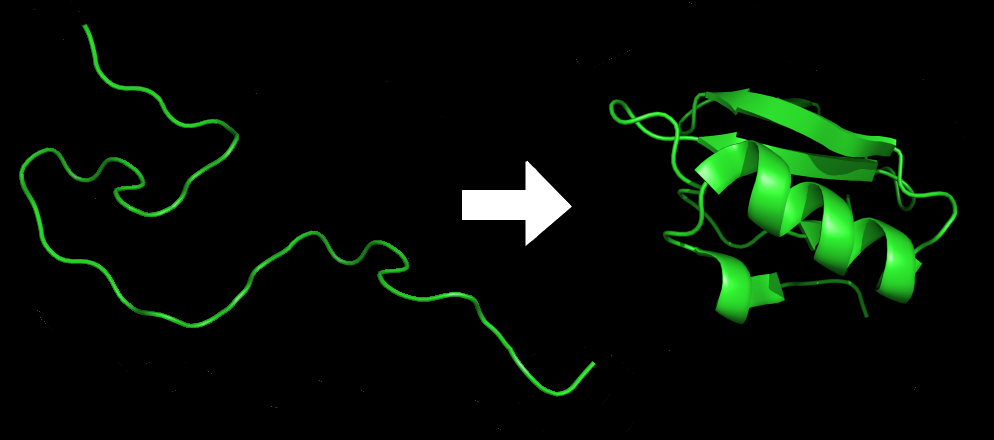
Ein Protein vor und nach seiner Faltung. Das Protein liegt zunächst als Random Coil vor und wird schließlich so gefaltet, dass es in seiner nativen Konformation vorliegt.

Proteine sind ein wesentlicher Bestandteil vieler biologischer Funktionen und sind an allen Prozessen, die in Zellen ablaufen, beteiligt. Oftmals sind solche Proteine Enzyme, die biochemische Reaktionen ausführen, einschließlich Signaltransduktion, molekularer Transport und Zellregulation. Einige Proteine fungieren als Strukturproteine, die als eine Art Gerüst für Zellen dienen, während andere Proteine wie Antikörper am Immunsystem beteiligt sind. Damit ein Protein diese Funktionen ausführen kann, muss es sich in eine funktionelle dreidimensionale Struktur falten, ein Prozess, der häufig spontan abläuft und von Wechselwirkungen innerhalb seiner Aminosäuresequenz und Wechselwirkungen der Aminosäuren mit seiner Umgebung abhängt.
Die Proteinfaltung wird hauptsächlich durch hydrophobe Wechselwirkungen, die Bildung intramolekularer Wasserstoffbrückenbindungen und Van-der-Waals-Kräfte bestimmt, die der Konformationsentropie entgegenwirken. Der Faltungsprozess beginnt häufig co-translational, sodass sich der N-Terminus des Proteins zu falten beginnt, während der C-terminale Teil des Proteins noch vom Ribosom synthetisiert wird. Ein Proteinmolekül kann sich jedoch während oder nach der Biosynthese spontan falten. Der Faltungsprozess hängt auch vom Lösungsmittel (Wasser oder Doppellipidschicht) der Salzkonzentration, dem pH-Wert, der Temperatur, dem möglichen Vorhandensein von Cofaktoren und molekularen Chaperonen ab. Proteine haben Einschränkungen hinsichtlich ihrer Faltungsmöglichkeiten aufgrund von sterischen Hinderungen zwischen einzelnen Atomen, sodass nur bestimmte Kombinationen von Diederwinkeln erlaubt sind. Diese zulässigen Winkel der Proteinfaltung werden in einem zweidimensionalen Diagramm beschrieben, das als Ramachandran-Diagramm bekannt ist und mit φ (Phi)- und ψ (Psi)-Winkeln beschrieben wird.
Für die Bioinformatik ist das Verständnis der Proteinfaltung wichtig, um bestimmte Funktionen und Mechanismen des Proteins vorherzusagen. Obwohl die Faltung in einer zellulären Umgebung stattfindet, die eine hohe Konzentration an Proteinen aufweist (im Englischen als macromolecular crowding bekannt), verläuft sie normalerweise reibungslos. Aufgrund der chemischen Eigenschaften eines Proteins oder anderer Faktoren kann es zu Fehlfaltungen des Proteins kommen. Auch wenn zelluläre Mechanismen dazu beitragen, dass fehlgefaltete Proteine entfernt oder neu gefaltet werden, kann es zur Aggregation der fehlgefalteten Proteine kommen und eine Vielzahl von Krankheiten verursacht werden. Laborexperimente zur Untersuchung von Proteinfaltungsprozessen sind hinsichtlich ihres Anwendungsbereichs und ihrer Genauigkeit eingeschränkt, weshalb physikalische Rechenmodelle hinzugezogen werden, die ein tieferes Verständnis zur Proteinfaltung, -fehlfaltung und -aggregation liefern.
Aufgrund der Komplexität der Proteinkonformation oder des Konfigurationsraums des Proteins (die Menge aller möglichen Faltungszustände, die ein Protein annehmen kann) und der begrenzten Rechenleistung sind Molekulardynamik-Simulationen hinsichtlich der Untersuchung von Proteinfaltungen stark eingeschränkt. Während sich die meisten Proteine typischerweise in der Größenordnung von Millisekunden falten, konnten Simulationen vor 2010 nur Zeitskalen von Nanosekunden bis Mikrosekunden erreichen. Supercomputer wurden verwendet, um die Proteinfaltung zu simulieren, aber solche Systeme sind kostspielig und werden größtenteils von vielen Forschungsgruppen gemeinsam genutzt. Da die Berechnungen in kinetischen Modellen zeitlich nacheinander erfolgen, ist zudem eine Skalierung traditioneller Molekulardynamik-Simulationen auf solche Systeme außerordentlich schwierig. Da die Proteinfaltung ein stochastischer Prozess ist und im Laufe der Zeit statistisch variieren kann, ist es außerdem rechnerisch schwierig, lange Simulationen für umfassende Ansichten des Faltungsprozesses zu verwenden.

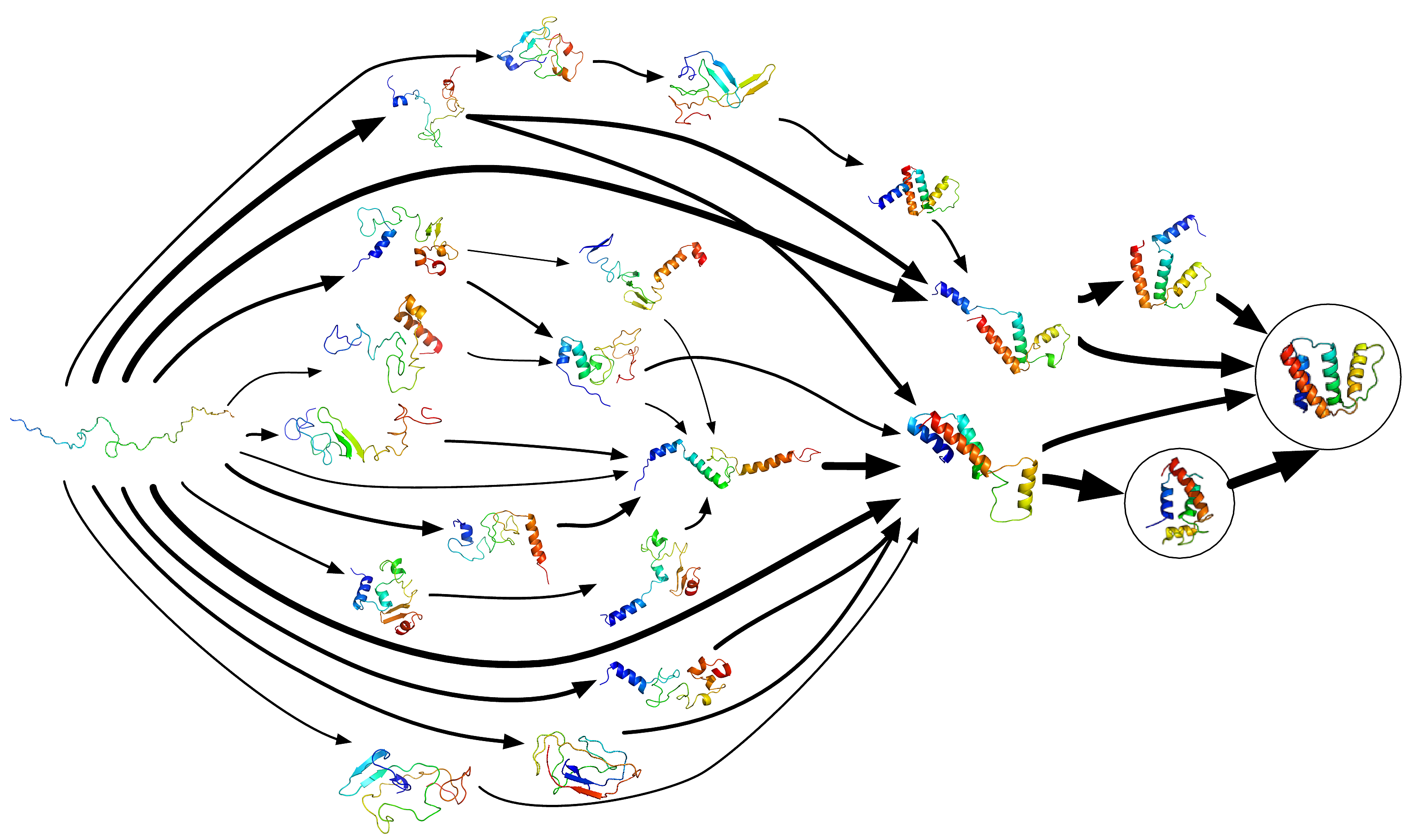
Folding@home verwendet Markov-Zustandsmodelle, um die möglichen Formen und Faltungswege zu modellieren, die ein Protein annehmen kann, wenn es aus seinem anfänglichen Random-Coil-Zustand (links) in seine native 3-D-Struktur (rechts) kondensiert.

Die Proteinfaltung erfolgt nicht in einem Schritt. Stattdessen verbringen Proteine den größten Teil der gesamten Faltungszeit, in einigen Fällen mit bis zu 96 %, in verschiedenen Konformationszwischenzuständen, die jeweils ein lokales thermodynamisches Minimum an freier Energie in der Energielandschaft des Proteins darstellen (siehe Faltungstrichter). Durch einen Prozess namens Adaptive Sampling werden diese Konformationen von Folding@home als Ausgangspunkte für eine Reihe von Simulationsverläufen für Faltungsprozesse verwendet. Mit der Zeit werden neue Konformationen entdeckt, die als neue Ausgangspunkte für Simulationsverläufe dienen (zyklischer Prozess). Sobald man den zugrundeliegenden verborgenen Zuständen eine Übertragungswahrscheinlichkeit und den von außen beobachtbaren Ausgabesymbolen (sog. Emissionen), die aus den verborgenen Zuständen resultieren, eine Emissionswahrscheinlichkeit zuordnen kann, spricht man vom Hidden Markov Model (HMM). HMM sind zeitdiskrete Mastergleichungsmodelle, welche die Konformations- und Energielandschaft eines Biomoleküls als eine Menge an unterschiedlichen Strukturen und kurzen Übergangszuständen zwischen den Strukturen beschreiben. Das Hidden Markov Model, kombiniert mit Adaptive Sampling, erhöht die Effizienz der Simulation erheblich. Da dadurch die Berechnung innerhalb des lokalen Energieminimums vermieden wird, ist diese Kombination für verteilte Systeme (einschließlich GPUGRID) geeignet, da sie die statistische Anhäufung kurzer, unabhängiger Simulationsverläufe für Faltungsprozesse ermöglicht. Die Zeit, die zum Erstellen eines Hidden Markov Model benötigt wird, ist umgekehrt proportional zur Anzahl der parallelen Simulationen, d. h. zur Anzahl der verfügbaren Prozessoren. Mit anderen Worten: Es wird eine parallele Verarbeitung geschaffen (siehe Parallelrechner), was zu einer Verringerung der gesamten Berechnungszeit um ungefähr vier Größenordnungen führt. Ein abgeschlossenes Hidden Markov Model kann bis zu zehntausend Zustände aus dem Phasenraum des Proteins (alle Konformationen, die ein Protein annehmen kann) und die Übergänge zwischen ihnen enthalten. Das Modell veranschaulicht Faltungsprozesse und -pfade und Forscher können später kinetische Cluster verwenden, um eine sogenannte coarse-grained-Darstellung (zu deutsch „grobkörnig“) des detaillierten Modells zu erstellen. Diese Hidden Markov Modelle können verwendet werden, um Fehlfaltungsprozesse zu bestimmen sowie Simulationen quantitativ mit Experimenten zu vergleichen.
Zwischen 2000 und 2010 hat sich die Länge einer Aminosäuresequenz der von Folding@home untersuchten Proteine um den Faktor vier erhöht, während sich die Zeitskalen für Proteinfaltungssimulationen um sechs Größenordnungen erhöht haben. Im Jahr 2002 verwendete Folding@home Markov-Zustandsmodelle um eine Prozessorzeit von ungefähr eine Million Tagen mit Simulationen über einen Zeitraum von mehreren Monaten durchzuführen, und im Jahr 2011 erfolgte eine parallele Verarbeitung einer weiteren Simulation, die insgesamt eine Prozessorzeit von 10 Millionen Rechenstunden erforderte. Im Januar 2010 simulierte Folding@home mithilfe von HMM die Dynamik des langsam faltenden NTL9-Proteins mit 32 Aminosäureresten mit einer Simulationszeit von 1,52 Millisekunden, eine Zeitskala, die mit experimentellen Vorhersagen der Faltungsrate übereinstimmt, aber tausendmal länger als die früher erreichte Zeit ist. Das Modell bestand aus vielen einzelnen Trajektorien, die jeweils um zwei Größenordnungen kürzer waren, und lieferte eine genaue Darstellung der Energielandschaft des Proteins.

## Anwendungen in der Biomedizin

### Viruserkrankungen
Einige Folding@home-Projekte haben als Forschungsziel, Viren – zum Beispiel das Influenzavirus oder HIV – daran zu hindern, biologische Zellen zu erkennen und in diese einzudringen. 2011 begann Folding@home mit Simulationen der Dynamik des Enzyms RNase H, einer Schlüsselkomponente von HIV, um zu versuchen, Medikamente zu entwickeln, die dieses Enzym deaktivieren.
Folding@home wurde auch zur Untersuchung der Membranfusion, eines wesentlichen Ereignisses für die Virusinfektion und eine Vielzahl biologischer Funktionen, eingesetzt. Diese Fusion beinhaltet Konformationsänderungen der viralen Fusionsproteine und das Andocken der Proteine, aber die genauen molekularen Mechanismen hinter der Fusion sind weitgehend unbekannt. Fusionsereignisse können aus über einer halben Million Atomen bestehen, die für Hunderte von Mikrosekunden interagieren. Die Entwicklung von Modellen zur Vorhersage der Mechanismen der Membranfusion trägt zum wissenschaftlichen Verständnis des Prozesses mit antiviralen Medikamenten bei. Im Jahr 2006 haben die Wissenschaftler Markov-Zustandsmodelle und das Folding@home-Netzwerk angewandt, um zwei Wege für die Fusion zu entdecken und weitere Erkenntnisse zu gewinnen.
Nach detaillierten Simulationen von Folding@home von kleinen Zellen, die als Vesikel bekannt sind, führte das Pande-Labor 2007 eine neue Berechnungsmethode ein, um die Topologie der strukturellen Veränderungen während der Fusion zu messen. 2009 verwendeten die Forscher Folding@home zur Untersuchung von Mutationen des Influenza-Hämagglutinins, eines Proteins, das ein Virus an seine Wirtszelle bindet und den Eintritt des Virus unterstützt. Mutationen des Hämagglutinins beeinflussen, wie gut das Protein an die Rezeptormoleküle der Zelloberfläche eines Wirts bindet, was bestimmt, wie infektiös der Virusstamm für den Wirtsorganismus ist. Die Kenntnis der Auswirkungen von Hämagglutinin-Mutationen hilft bei der Entwicklung antiviraler Medikamente. Seit 2012 simuliert Folding@home weiterhin die Faltung und die Wechselwirkungen von Hämagglutinin und ergänzt damit experimentelle Studien an der Universität von Virginia.

#### SARS-CoV-2-Virus

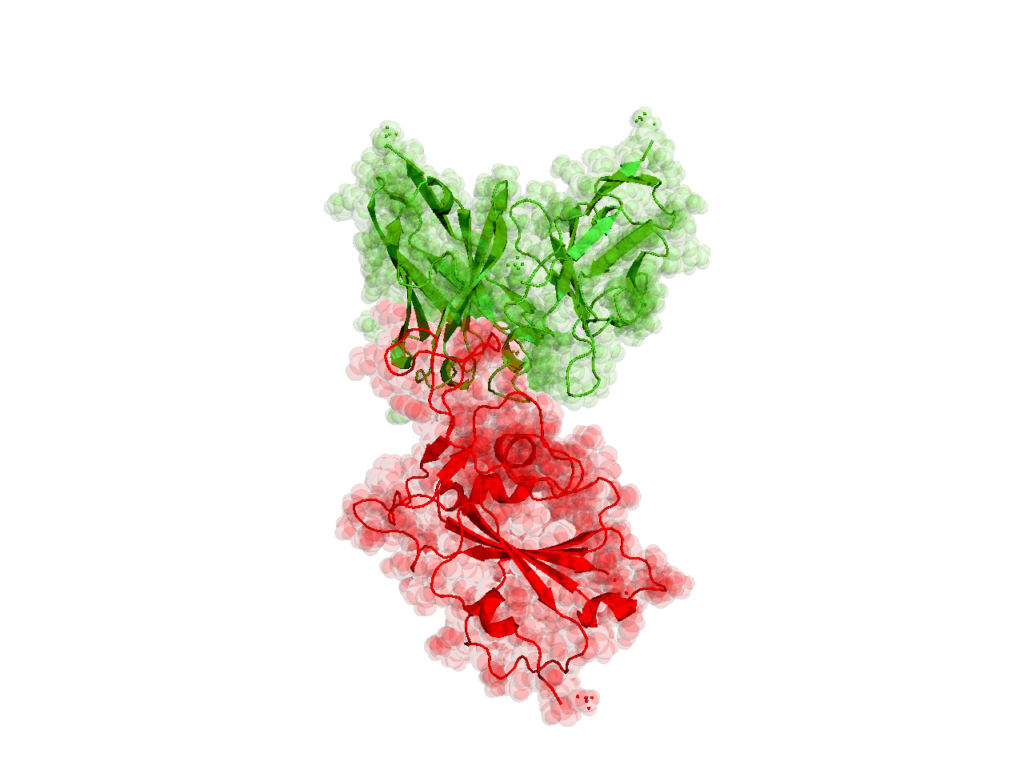
SARS-CoV-2 RBD zusammen mit menschlichem Antikörper

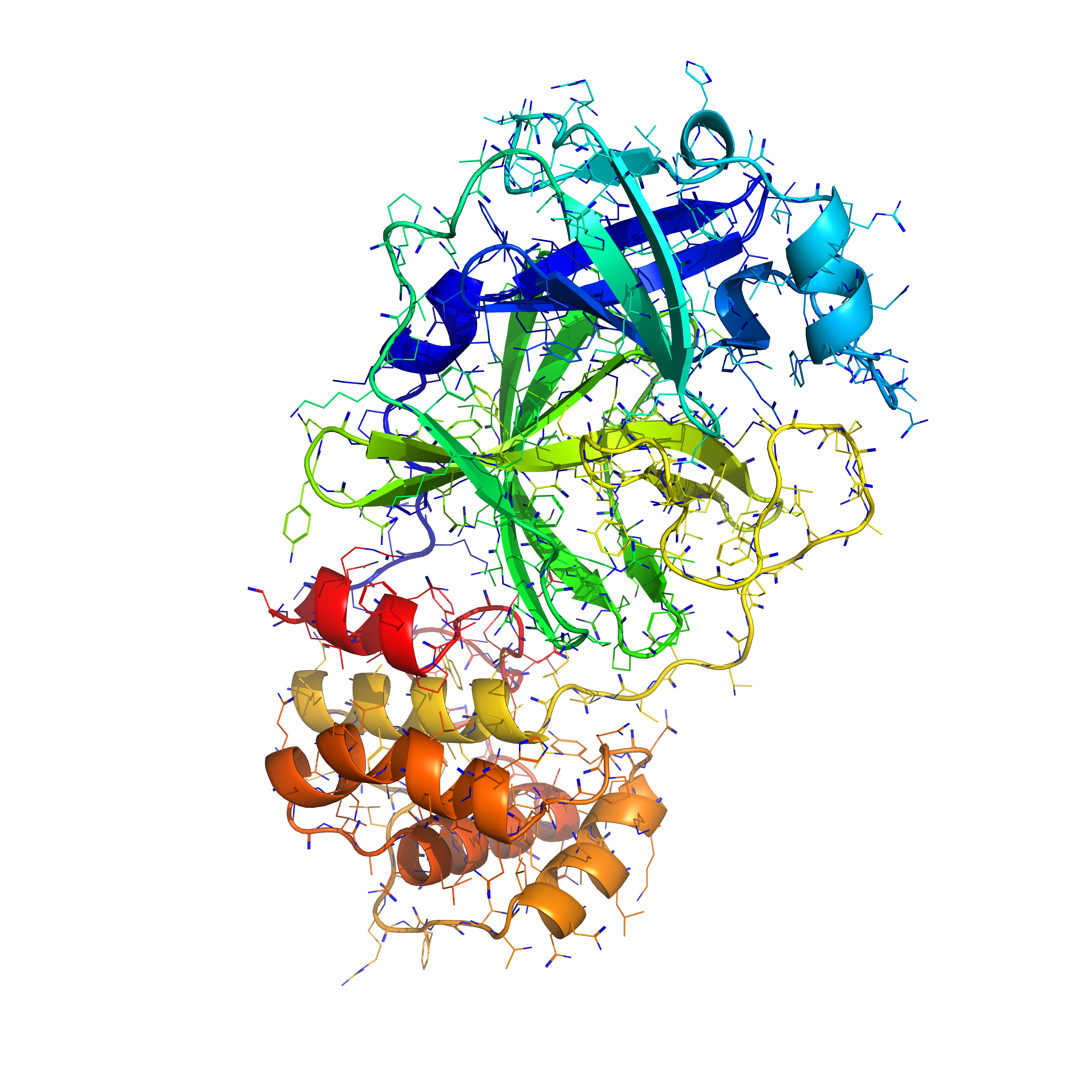
Bändermodell der SARS-CoV-2-M(pro)-Protease des SARS-CoV-2-Coronavirus als Target für Proteasehemmer.

Im März 2020 startete Folding@home ein Programm zur Unterstützung von Forschern auf der ganzen Welt, die daran arbeiten, ein Heilmittel zu finden und mehr über den Ausbruch von COVID-19 – auch bekannt als die Atemwegserkrankung, die durch das neuartige Coronavirus ausgelöst wird – zu erfahren. Die erste Welle von Projekten simulierte potenziell medikamentös behandelbare Protein-Targets des SARS-CoV-2-Virus und des verwandten SARS-CoV-Virus, von denen es zu dem Zeitpunkt wesentlich mehr Daten gab.

### Alzheimer-Krankheit
Die Alzheimer-Krankheit ist eine unheilbare neurodegenerative Erkrankung, die vor allem ältere Menschen betrifft und für mehr als die Hälfte aller Demenzfälle verantwortlich ist. Die genaue Ursache bleibt unbekannt, aber die Krankheit wird als eine Protein-Fehlfaltungskrankheit identifiziert. Alzheimer ist mit toxischen Aggregationen des Peptids Beta-Amyloid (Aβ) assoziiert, die durch Fehlfaltung und Verklumpung von Aβ zusammen mit anderen Aβ-Peptiden verursacht werden. Diese Aβ-Aggregate wachsen dann zu signifikant größeren senilen Plaques, einem pathologischen Marker der Alzheimer-Krankheit. Aufgrund der heterogenen Natur dieser Aggregate hatten experimentelle Methoden wie die Röntgenkristallographie und die kernmagnetische Resonanz (NMR) Schwierigkeiten, ihre Strukturen zu charakterisieren. Darüber hinaus sind die atomaren Simulationen der Aβ-Aggregation aufgrund ihrer Größe und Komplexität rechnerisch sehr anspruchsvoll.
Die Verhinderung der Aggregation von Aβ ist eine vielversprechende Methode zur Entwicklung von Therapeutika für die Alzheimer-Krankheit, so die Doktoren Naeem und Fazili in einem Übersichtsartikel. 2008 simulierte Folding@home die Dynamik der Aggregation von Aβ in atomaren Details über Zeitskalen in der Größenordnung von zehn Sekunden. Frühere Studien konnten nur etwa 10 Mikrosekunden simulieren. Folding@home konnte die Faltung von Aβ um sechs Größenordnungen länger als bisher möglich simulieren. Die Forscher nutzten die Ergebnisse dieser Studie, um eine Beta-Haarnadel (beta-hairpin) zu identifizieren, die eine Hauptquelle für molekulare Interaktionen innerhalb der Struktur war. Die Studie half, das Pande Laboratory für zukünftige Aggregationsstudien und für weitere Forschungen vorzubereiten, um ein kleines Peptid zu finden, das den Aggregationsprozess stabilisieren könnte.
Im Dezember 2008 fand Folding@home mehrere kleine Arzneimittelkandidaten, die die Toxizität der Aβ-Aggregate zu hemmen scheinen. Im Jahr 2010 wurde in enger Zusammenarbeit mit dem Center for Protein Folding Machinery damit begonnen, diese Arzneimittelkandidaten an biologischem Gewebe zu testen. 2011 schloss Folding@home die Simulationen mehrerer Mutationen von Aβ ab, die die Aggregatbildung zu stabilisieren scheinen, was die Entwicklung therapeutischer Arzneimitteltherapien für die Krankheit unterstützen und bei experimentellen Kernspinresonanzspektroskopie-Studien an Aβ-Oligomeren sehr hilfreich sein könnte. Später im selben Jahr begann Folding@home mit Simulationen verschiedener Aβ-Fragmente, um zu bestimmen, wie verschiedene natürliche Enzyme die Struktur und Faltung von Aβ beeinflussen.

### Chorea Huntington
Die Huntington-Krankheit ist eine neurodegenerative genetische Erkrankung, die mit einer Fehlfaltung und Aggregation von Proteinen einhergeht. Übermäßige Wiederholungen der Glutaminsäure am N-Terminus des Huntingtin-Proteins verursachen eine Aggregation, und obwohl das Verhalten der Wiederholungen nicht vollständig verstanden wird, führt es doch zu dem mit der Krankheit verbundenen kognitiven Rückgang. Wie bei anderen Aggregaten gibt es Schwierigkeiten bei der experimentellen Bestimmung ihrer Struktur. Wissenschaftler verwenden Folding@home, um die Struktur des Huntingtin-Proteinaggregats zu untersuchen und vorherzusagen, wie es sich bildet, und unterstützen dabei rationales Wirkstoffdesign, um die Aggregatbildung zu stoppen. Das N17-Fragment des Huntington-Proteins beschleunigt diese Aggregation, und obwohl mehrere Mechanismen vorgeschlagen wurden, ist seine genaue Rolle in diesem Prozess noch weitgehend unbekannt. Folding@home hat dieses und andere Fragmente simuliert, um ihre Rolle bei der Krankheit zu klären. Seit 2008 werden seine Methoden zum Medikamentenentwurf für die Alzheimer-Krankheit auf Huntington angewendet.

### Krebs
Bei mehr als der Hälfte aller bekannten Krebsarten handelt es sich um Mutationen von p53, einem in jeder Zelle vorhandenen Tumorsuppressorprotein, das den Zellzyklus reguliert und bei einer Schädigung der DNA das Signal zum Zelltod gibt. Spezifische Mutationen in p53 können diese Funktionen stören, so dass eine abnorme Zelle unkontrolliert weiter wachsen kann, was zur Entstehung von Tumoren führt. Die Analyse dieser Mutationen trägt dazu bei, die Grundursachen von p53-verwandten Krebsarten zu erklären. Im Jahr 2004 wurde mit Folding@home die erste molekulardynamische Studie zur Rückfaltung des p53-Proteindimers in einer rein atomaren Simulation von Wasser durchgeführt. Die Ergebnisse der Simulation stimmten mit experimentellen Beobachtungen überein und gaben Einblicke in die Rückfaltung des Dimers, die zuvor nicht möglich waren. Dies war die erste von Fachleuten überprüfte Publikation über Krebs aus einem verteilten Computerprojekt. Im folgenden Jahr wurde mit Folding@home eine neue Methode zur Identifizierung der Aminosäuren, die für die Stabilität eines bestimmten Proteins entscheidend sind, angewandt, die dann zur Untersuchung von Mutationen von p53 verwendet wurde. Die Methode war bei der Identifizierung krebsfördernder Mutationen einigermaßen erfolgreich und bestimmte die Auswirkungen spezifischer Mutationen, die sonst nicht experimentell gemessen werden konnten.
Folding@home wird auch zur Untersuchung von Chaperonen verwendet, Hitzeschockproteinen, die eine wesentliche Rolle für das Überleben der Zelle spielen, indem sie die Faltung anderer Proteine in der überfüllen und chemisch belastenden Umgebung innerhalb einer Zelle unterstützen. Rasch wachsende Krebszellen sind auf spezifische Chaperone angewiesen, und einige Chaperone spielen eine Schlüsselrolle bei der Chemotherapieresistenz. Die Hemmung dieser spezifischen Chaperone wird als potentielle Wirkungsweise für effiziente Chemotherapeutika oder zur Verringerung der Krebsausbreitung angesehen. Mit Folding@home und in enger Zusammenarbeit mit dem Center for Protein Folding Machinery hofft das Pande Laboratory ein Medikament zu finden, das die in Krebszellen beteiligten Chaperone hemmt. Die Forscher verwenden Folding@home auch zur Untersuchung anderer Moleküle, die mit Krebs in Verbindung stehen, wie das Enzym Src-Kinase und einige Formen der gravierten Homöodomäne: ein großes Protein, das an vielen Krankheiten, darunter auch Krebs, beteiligt sein könnte. 2011 begann Folding@home mit Simulationen der Dynamik des kleinen Proteins EETI, das durch Bindung an Oberflächenrezeptoren von Krebszellen Karzinome in bildgebenden Verfahren identifizieren kann.
Interleukin 2 (IL-2) ist ein Protein, das den T-Zellen des Immunsystems hilft, Krankheitserreger und Tumore anzugreifen. Seine Verwendung als Krebsbehandlung ist jedoch wegen schwerer Nebenwirkungen, wie zum Beispiel einem Lungenödem, eingeschränkt. IL-2 bindet an diese Lungenzellen anders als an T-Zellen, so dass die IL-2-Forschung die Unterschiede zwischen diesen Bindungsmechanismen verstehen muss. Im Jahr 2012 unterstützte Folding@home die Entdeckung einer mutierten Form von IL-2, die dreihundertmal wirksamer in ihrer Rolle als Immunsystem ist, aber weniger Nebenwirkungen hat. In Experimenten hat diese veränderte Form das natürliche IL-2 bei der Behinderung des Tumorwachstums deutlich übertroffen. Pharmazeutische Unternehmen haben Interesse an dem mutierten Molekül bekundet, und die National Institutes of Health testen es gegen eine Vielzahl von Tumormodellen, um seine Entwicklung als Therapeutikum zu beschleunigen.

### Osteogenesis imperfecta
Osteogenesis imperfecta, bekannt als die sogenannte Glasknochenkrankheit, ist eine unheilbare genetische Knochenerkrankung, die tödlich sein kann. Die Erkrankten sind nicht in der Lage, funktionsfähiges Bindegewebe zu bilden. Dies ist meist auf eine Mutation im Typ-I-Kollagen zurückzuführen, das eine Vielzahl struktureller Aufgaben erfüllt und das am häufigsten vorkommende Protein bei Säugetieren ist. Die Mutation verursacht eine Verformung der Dreifachhelixstruktur des Kollagens, die, wenn sie nicht auf natürliche Weise zerstört wird, zu abnormalem und geschwächtem Knochengewebe führt. 2005 testete Folding@home eine neue quantenmechanische Methode, die frühere Simulationsmethoden verbesserte und die für künftige Computerstudien über Kollagen nützlich sein könnte. Obwohl Forscher Folding@home zur Untersuchung der Kollagenfaltung und -fehlfaltung verwendet haben, ist das Interesse an diesem Projekt im Vergleich zur Alzheimer- und Huntington-Forschung als Pilotprojekt zu sehen.

### Wirkstoffdesign
Medikamente funktionieren, indem sie an bestimmte Stellen auf den Zielmolekülen binden und eine gewünschte Veränderung hervorrufen, wie z. B. die Deaktivierung eines Ziels oder die Herbeiführung einer Konformationsänderung. Im Idealfall sollte ein Medikament sehr spezifisch wirken und nur an sein Zielmolekül binden, ohne andere biologische Funktionen zu beeinträchtigen. Es ist jedoch schwierig, genau zu bestimmen, wo und wie fest zwei Moleküle binden werden. Aufgrund der begrenzten Rechenleistung müssen die heutigen Methoden in silico in der Regel Geschwindigkeit gegen Genauigkeit eintauschen – z. B. müssen schnelle Protein-Docking-Methoden statt rechenintensiver freier Energieberechnungen verwendet werden. Die Rechenleistung von Folding@home ermöglicht es den Forschern, beide Methoden zu verwenden und ihre Effizienz und Zuverlässigkeit zu bewerten. Computergestütztes Wirkstoffdesign hat das Potenzial, die Medikamentenentwicklung zu beschleunigen und die Kosten zu senken. 2010 verwendete Folding@home MSMs und Berechnungen der freien Energie, um den nativen Zustand des Villin-Proteins mit einer Abweichung von bis zu 1,8 Angström (Å) via RMSD (root mean square deviation) von der experimentell durch Röntgenkristallographie bestimmten Kristallstruktur vorherzusagen. Diese Genauigkeit hat Auswirkungen auf künftige Methoden zur Vorhersage von Proteinstrukturen, auch für inhärent unstrukturierte Proteine. Wissenschaftler haben Folding@home zur Erforschung von Medikamentenresistenzen verwendet, indem sie Vancomycin, ein Antibiotikum letzter Instanz, und Beta-Laktamase, ein Protein, das Antibiotika wie Penicillin abbauen kann, untersucht haben.
Die chemische Aktivität findet entlang der aktiven Stelle eines Proteins statt. Traditionelle Methoden des Arzneimitteldesigns beinhalten eine enge Bindung an diese Stelle und die Blockierung ihrer Aktivität, unter der Annahme, dass das Zielprotein in einer starren Struktur existiert. Dieser Ansatz funktioniert jedoch nur bei etwa 15 % aller Proteine. Proteine enthalten allosterische Stellen, die, wenn sie durch kleine Moleküle gebunden sind, die Konformation eines Proteins verändern und letztlich die Aktivität des Proteins beeinflussen können. Diese Stellen sind attraktive Zielorte für Medikamente, aber ihre Lokalisierung ist sehr rechenaufwändig. Im Jahr 2012 wurden Folding@home und MSMs verwendet, um allosterische Stellen in drei medizinisch relevanten Proteinen zu identifizieren: Beta-Laktamase, Interleukin-2 und RNase H.
Ungefähr die Hälfte aller bekannten Antibiotika greifen in die Funktionsweise des Ribosoms eines Bakteriums ein, einer großen und komplexen biochemischen Maschine, die die Proteinbiosynthese durch die Übersetzung von Boten-RNA in Proteine durchführt. Makrolid-Antibiotika verstopfen den Ausgangstunnel des Ribosoms und verhindern so die Synthese essentieller bakterieller Proteine. Im Jahr 2007 erhielt das Pande Laboratory ein Stipendium zur Untersuchung und Entwicklung neuer Antibiotika. Im Jahr 2008 untersuchten sie mit Folding@home das Innere dieses Tunnels und wie bestimmte Moleküle ihn beeinflussen können. Die vollständige Struktur des Ribosoms wurde erst ab 2011 bestimmt, und Folding@home hat auch ribosomale Proteine simuliert, da viele ihrer Funktionen weitgehend unbekannt sind.

## Rechenleistung
| Datum      | Rechenleistung  |
| ---------- | --------------- |
| 16.09.2007 | 1 PetaFLOPS     |
| 07.05.2008 | 2 PetaFLOPS     |
| 20.08.2008 | 3 PetaFLOPS     |
| 28.09.2008 | 4 PetaFLOPS     |
| 19.07.2016 | 100 PetaFLOPS   |
| 20.03.2020 | 470 PetaFLOPS   |
| 13.04.2020 | 2.400 PetaFLOPS |
| 16.04.2020 | 2.600 PetaFLOPS |
| 21.05.2020 | 2.200 PetaFLOPS |
| 03.07.2020 | 1.500 PetaFLOPS |
| 25.07.2020 | 1.300 PetaFLOPS |
| 02.08.2020 | 1.200 PetaFLOPS |
| 02.09.2020 | 2.500 PetaFLOPS |
| 10.09.2020 | 3.500 PetaFLOPS |
| 14.09.2020 | 4.000 PetaFLOPS |
| 24.09.2020 | 4.300 PetaFLOPS |
| 07.10.2020 | 307 PetaFLOPS   |
| 24.02.2021 | 195 PetaFLOPS   |
| 15.05.2021 | 369 PetaFLOPS   |
| 23.08.2021 | 125 PetaFLOPS   |
| 26.12.2022 | 31 PetaFLOPS    |
| 08.03.2024 | 47 PetaFLOPS    |

### 2007 bis 2016
Zwischen Juni 2007 und Juni 2011 übertraf die Rechenleistung aller am Folding@home Projekt beteiligten Computer die Leistung des schnellsten Supercomputers der TOP500. Er wurde jedoch im November 2011 vom K computer und im Juni 2012 vom Computer Blue Gene/Q in den Schatten gestellt. Am 16. September 2007 erreichte das Folding@home-Projekt, vor allem dank der Beteiligung von PlayStation-3-Konsolen, offiziell ein Leistungsniveau, das höher als ein natives PetaFLOPS war, und wurde damit zum ersten Computersystem überhaupt, das dies erreicht hat. Am gleichen Tage erfolgte die Eintragung des Rekords in das Guinness-Buch der Rekorde.
Am 7. Mai 2008 erreichte das Projekt ein nachhaltiges Leistungsniveau, das höher als zwei native PetaFLOPS war, gefolgt von den drei und vier PetaFLOPS-Meilensteinen am 20. August 2008 beziehungsweise am 28. September 2008. Am 19. Juli 2016 wurde bekannt gegeben, dass man die Rechenleistung von 100 PetaFLOPS auf der x86-Architektur überschritten habe.

### COVID-19-Pandemie (2020)
Vor Ausbruch der COVID-19-Pandemie nahmen circa 30.000 Nutzer an dem Projekt teil. In einem Video der Financial Times auf YouTube sprach Gregory Bowman am 7. April 2020 davon, dass man im Rahmen der Pandemie über 700.000 neue Nutzer hinzugewonnen habe. Unter anderen rief Nvidia Computerspieler dazu auf, ihre GPU-Rechenleistung beizutragen.
Am 20. März 2020 verkündete Folding@Home, über die Rechenleistung von mehr als 470 x86-PetaFLOPS zu verfügen, womit man den bisher schnellsten Supercomputer – den IBM Summit mit 148 PetaFLOPS – deutlich übertroffen hat. Am 13. April konnte das Projekt eine Rechenleistung von über 2,4 x86-ExaFLOPS und über 1,4 Millionen Nutzer aufweisen und ist damit schneller als alle TOP500 Supercomputer der Welt zusammengenommen beziehungsweise 15-mal schneller als IBM Summit. Bereits am 16. April überschritt die Rechenleistung die Marke von 2,6 x86-ExaFLOPS.

Am 7. Oktober 2020 betrug die gesamte Rechenleistung nach einer Korrektur der Statistiken, die aufgrund eines Fehlers im System in die Höhe getrieben wurden, nur noch 0,3 x86-64-ExaFLOPS. Am 24. Februar 2021 war sie auf unter 0,19 x86-ExaFLOPS abgesunken. Seitdem erfolgte ein Abfall auf 31 x86-PetaFLOPS. Bis März 2024 war sie wieder auf 47,7 PetaFLOPS gestiegen.

## Software
Jeder Benutzer eines PCs mit Windows, macOS oder Linux kann ein Client-Programm herunterladen, das als Dienst im Hintergrund arbeitet. Die Version 7.6.21 (im Oktober 2020) unterstützt Einkern- und Mehrkernprozessoren von AMD, ARM, Intel sowie auch Grafikkarten von Nvidia und AMD. Der erste Client war im Jahr 2000 ein Bildschirmschoner, der lief, während der Computer sonst nicht in Gebrauch war.
Professionelle Softwareentwickler sind für den größten Teil des Codes der Folding@home-Software verantwortlich, sowohl für die Client- als auch für die Serverseite. Zum Entwicklungsteam gehören Programmierer von Nvidia, ATI, Sony und Cauldron Development.
Clients können nur von der offiziellen Folding@home-Website oder deren kommerziellen Partnern heruntergeladen werden und interagieren nur mit Folding@home-Computerdateien. Sie tauschen Daten ausschließlich mit den Webservern von Folding@home aus (über Port 8080, alternativ 80). Die Kommunikation wird hierbei mithilfe von 2048-Bit-Digitalsignaturen verifiziert.
Der Client, GROMACS, diverse Cores und die grafische Benutzeroberfläche (GUI) des Clients sind quelloffen.

### Arbeitseinheit/Work-Unit
Eine Arbeitseinheit sind die Proteindaten, die der Client zu verarbeiten hat. Arbeitseinheiten sind ein Bruchteil der Simulation zwischen den Zuständen in einem Markov-Zustandsmodell. Nachdem die Arbeitseinheit heruntergeladen und vollständig vom Computer verarbeitet wurde, wird sie an die Folding@home-Server zurückgegeben, die dem Benutzer dann Kreditpunkte erteilen. Dieser Zyklus wiederholt sich automatisch. Alle Arbeitseinheiten haben zugehörige Fristen, und wenn diese Fristen überschritten werden, werden diese Arbeitseinheiten automatisch an einen anderen Benutzer neu verteilt. Da die Proteinfaltung seriell erfolgt und viele Arbeitseinheiten aus ihren jeweiligen Vorgängern generiert werden, kann der Simulationsprozess auch dann normal ablaufen, wenn eine Arbeitseinheit nicht nach einer angemessenen Zeitspanne zurück an den Server gesendet wurde.
Vor der öffentlichen Freigabe durchlaufen die Arbeitseinheiten mehrere Qualitätssicherungsschritte, um zu verhindern, dass problematische Einheiten vollständig verfügbar werden. Diese Testphasen umfassen interne, Beta- und fortgeschrittene Phasen, bevor eine endgültige vollständige Freigabe über Folding@home erfolgt.
Die Arbeitseinheiten von Folding@home werden normalerweise nur einmal verarbeitet, außer in dem seltenen Fall, dass bei der Verarbeitung Fehler auftreten. Tritt dieser Fall bei drei verschiedenen Anwendern auf, wird die Einheit automatisch aus der Verteilung gezogen.

### Cores
Spezielle Molekulardynamik-Programme, die als FahCores bezeichnet werden und häufig mit Core (zu deutsch Kern) abgekürzt werden, führen die Berechnungen auf der Arbeitseinheit als Hintergrundprozess durch. Cores sind hierbei wissenschaftliche Computerprogramme, die speziell zur Ausführung von Berechnungen aus der Modifizierung und Optimierung von Molekulardynamik-Simulationen hervorgehen. Eine große Mehrheit der Cores, die von Folding@home genutzt werden, basiert auf GROMACS. Weniger aktiv verwendete Cores sind ProtoMol und SHARPEN. Folding@home verwendete außerdem AMBER, CPMD, Desmond und TINKER, aber diese wurden inzwischen eingestellt. Einige dieser Cores können die in der Computerchemie bekannten Wassermodelle darstellen, bei denen das umgebende Lösungsmittel (normalerweise Wasser) Atom für Atom modelliert wird (Explicit-Solvation-Methode). Andere Cores führen Implicit-Solvation-Methoden durch, bei denen das Lösungsmittel als mathematisches Kontinuum behandelt wird. Der Core ist vom Client getrennt, damit die wissenschaftlichen Methoden automatisch aktualisiert werden können, ohne dass ein Client-Update erforderlich ist. Die Cores erstellen regelmäßig Berechnungs-Checkpoints, damit bei Unterbrechung der Berechnung diese wieder an dem Punkt fortgesetzt werden kann.

### GPU-Unterstützung
Der Folding@home-Client kann für die Berechnung, je nach Einstellung, neben der CPU auch die GPU heranziehen. Unterstützt werden Grafikkarten von Nvidia und AMD. Voraussetzung für Nvidia-Grafikkarten ist die CUDA-Technik (ab G80 mit GeForce-Treiber ab 174.55). AMD-Grafikkarten werden ab der HD5000er-Serie unterstützt. Die Grafikeinheiten sämtlicher APUs von AMD, egal ob Desktop oder Notebook, können mittlerweile ebenso verwendet werden. Dabei greift der V7-Client auf den Standard OpenCL zurück.

### PlayStation 3
Von März 2007 bis November 2012 nutzte Folding@home die Rechenleistung der PlayStation 3. Zum Zeitpunkt seiner Einführung lieferte der Haupt-Cell-Streamprozessor für einige Berechnungen eine zwanzigfache Geschwindigkeitssteigerung gegenüber PCs. Die hohe Geschwindigkeit und Effizienz der PS3 eröffneten weitere Möglichkeiten für Optimierungen gemäß dem amdahlschen Gesetz (eine mathematische Gleichung, mit der die Gesamtbeschleunigung eines Programms bei paralleler Ausführung anhand {\displaystyle t_{P}}, der parallele Anteil eines Programms und {\displaystyle n_{P}}, der Anzahl der Prozessoren, berechnet werden kann). Sie veränderten das Verhältnis zwischen Recheneffizienz und Gesamtgenauigkeit erheblich, sodass komplexere molekulare Modelle bei geringen zusätzlichen Rechenkosten verwendet werden konnten. Dies ermöglichte Folding@home die Durchführung biomedizinischer Berechnungen, die sonst rechnerisch nicht möglich gewesen wären.
Der PS3-Client wurde in Zusammenarbeit mit Sony und Pande Lab entwickelt und am 23. März 2007 erstmals als eigenständiger Client veröffentlicht. Durch die Veröffentlichung wurde Folding@home zum ersten verteilten Computerprojekt, das die PS3 verwendete. Am 18. September des darauffolgenden Jahres wurde der PS3-Client bei seiner Markteinführung zu einem Kanal von Life mit PlayStation (eine ehemalige Multimedia-Anwendungssoftware des PlayStation Network). Im Gegensatz zu Clients, die auf PCs ausgeführt werden, konnten Benutzer während der Ausführung von Folding@home keine anderen Aktivitäten auf ihrer PS3 ausführen. Die einheitliche Konsolenumgebung der PS3 erleichterte den technischen Support und machte Folding@home benutzerfreundlicher. Die PS3 hatte auch die Möglichkeit, Daten schnell auf ihren Grafikprozessor zu streamen, die zur Echtzeit-Visualisierung der aktuellen Proteindynamik auf atomarer Ebene verwendet wurde.
Am 6. November 2012 beendete Sony die Unterstützung von Folding@home für den PS3-Client und andere unter für Life with PlayStation verfügbare Dienste. Während seiner fünfjährigen und siebenmonatigen Laufzeit haben mehr als 15 Millionen Benutzer mehr als 100 Millionen Stunden Rechenzeit für Folding@home bereitgestellt und das Projekt bei der Erforschung von Krankheiten maßgeblich unterstützt. Nach Gesprächen mit Pande Lab beschloss Sony, die Anwendung zu beenden. Vijay Pande betrachtete den PlayStation-3-Client als wichtigen Entwicklungsschritt für das Projekt.

### Client V7 für Mac, Windows & Linux
Der V7-Client ist die siebte und neueste Generation der Folding@home-Client-Software und stellt eine vollständige Neufassung und Vereinheitlichung der früheren Clients für die Betriebssysteme Windows, MacOS und Linux dar.
Die Mindestsystemvoraussetzung für den Folding@home Client ist Stand März 2020 ein Pentium 4 1,4 GHz CPU.

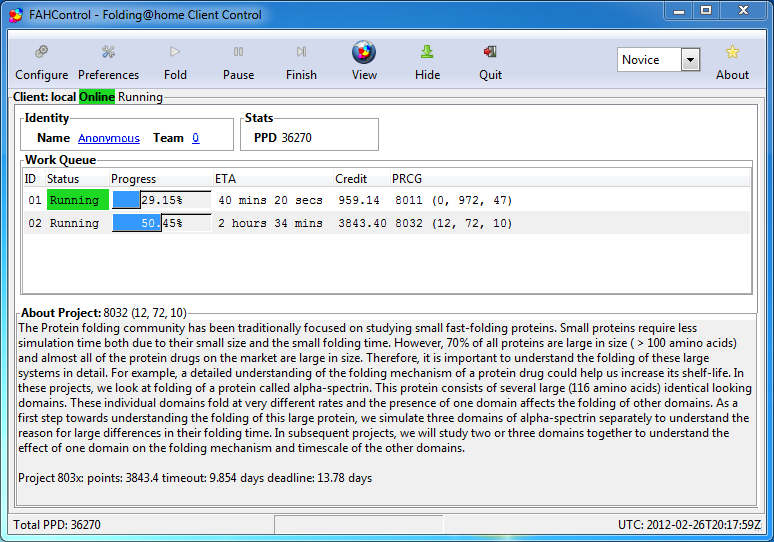
Ein Beispielbild des V7-Clients im Novice-Modus unter Windows 7.

Er wurde am 22. März 2012 veröffentlicht. Wie seine Vorgänger kann V7 Folding@home im Hintergrund mit einer sehr niedrigen Priorität laufen, sodass andere Anwendungen die CPU-Ressourcen nach Bedarf nutzen können. Es ist so konzipiert, dass die Installation, die Inbetriebnahme und der Betrieb für Anfänger benutzerfreundlicher sind und den Forschern eine größere wissenschaftliche Flexibilität bieten als frühere Clients. V7 verwendet Trac für die Verwaltung seiner Bug-Tickets, so dass die Benutzer den Entwicklungsprozess sehen und Feedback geben können.
V7 besteht aus vier integrierten Elementen. Der Benutzer interagiert typischerweise mit der Open-Source-GUI von V7, genannt FAHControl. Diese verfügt über die Benutzeroberflächenmodi „Novice“, „Advanced“ und „Expert“ und bietet die Möglichkeit, viele entfernte Faltclients von einem Computer aus zu überwachen, zu konfigurieren und zu steuern.
FAHControl steuert den FAHClient, eine Back-End-Anwendung, die wiederum jeden FAHSlot (oder Slot) verwaltet. Jeder Slot fungiert als Ersatz für die ehemals unterschiedlichen Folding@home v6 Uniprozessor-, SMP- oder GPU-Computer-Clients, da er Arbeitseinheiten unabhängig voneinander herunterladen, verarbeiten und hochladen kann. Die FAHViewer-Funktion, die dem Viewer der PS3 nachempfunden ist, zeigt, falls verfügbar, eine Echtzeit-3D-Darstellung des gerade bearbeiteten Proteins an.

### Chrome
Im Jahr 2014 wurde ein Client für die Webbrowser Google Chrome und Chromium veröffentlicht, mit dem Benutzer Folding@home in ihrem Webbrowser ausführen können. Der Client verwendete Googles Native-Client-Funktion (NaCl) auf Chromium-basierten Webbrowsern, um den Folding@Home-Code mit nahezu nativer Geschwindigkeit in einer Sandbox auf dem Rechner des Benutzers auszuführen. Aufgrund des Auslaufens von NaCl und Änderungen bei Folding@Home wurde der Web-Client im Juni 2019 endgültig abgeschaltet.

### Android
Im Juli 2015 wurde ein Client für Android-Handys auf Google Play für Geräte mit Android 4.4 KitKat oder neuer veröffentlicht.
Am 16. Februar 2018 wurde der Android-Client, der in Zusammenarbeit mit Sony angeboten wurde, aus dem Google Play Store entfernt. Es wurden Pläne angekündigt, in Zukunft eine Open-Source-Alternative anzubieten, Stand Januar 2025 existierte jedoch kein neuer Android-Client.

### Motivationsanreize
Wie bei vielen anderen Projekten, die verteiltes Rechnen anwenden, werden auch bei Folding@home Statistiken in Form eines Punktesystems über die beigetragene Rechenleistung erstellt. Durchschnittlich laufen zwischen 500 und 550 Projekte unter Folding@home, wobei es für jedes Projekt individuelle Basispunkte gibt, die von einem Referenz-PC festgelegt werden. Für jede fertig gerechnete Arbeitseinheit (Work Unit) eines Projekts erhält der Benutzer die dafür vorgesehenen Basispunkte. Diese Punkte lassen sich jedoch vervielfachen (Bonuspunkte), je schneller eine Work Unit fertiggestellt wird. Voraussetzung für den Erhalt von Punkten ist eine Registrierung beim Projekt mit einem Benutzernamen. Um weitere Bonuspunkte zu erhalten, ist zusätzlich die Verwendung eines sogenannten „Passkey“ erforderlich.
Jeder Benutzer kann wählen, ob seine Rechenleistung anonym (keine Punkte), nur unter seinem Benutzernamen oder auch für ein Team gezählt wird.
Wenn ein Benutzer kein neues Team bildet oder sich nicht einem bestehenden Team anschließt, wird dieser Benutzer automatisch Teil des „Standard“-Teams. Dieses „Standard“-Team hat die Teamnummer „0“. Die Statistiken werden sowohl für dieses „Standard“-Team als auch für speziell benannte Teams gesammelt.

## Ergebnisse
Insgesamt wurden 346 wissenschaftliche Publikationen (Stand  Juni 2025) als direktes Ergebnis von Folding@home veröffentlicht.

## Verwandte Projekte
AlphaFold, Rosetta@home, Predictor@home und POEM@home waren bzw. sind Projekte, die das gleiche Ziel haben, aber andere Methoden anwenden. Foldit etwa ist ein experimentelles Computerspiel, das Wissenschaftlern bei der Optimierung von Proteinen helfen soll. Das Projekt DreamLab ermöglichte es Smartphones während des Ladevorganges Prozessorkapazitäten für die medizinische Forschung des Imperial College London bereitzustellen.

### AlphaFold
AlphaFold lernt mithilfe von Deep Learning die räumliche Proteinstruktur vorherzusagen.

### Rosetta@home
Rosetta@home ist ein Projekt für verteiltes Rechnen zur Vorhersage von Proteinstrukturen und ist einer der genauesten Tertiärstruktur-Prädiktoren. Die Konformationszustände aus der Software von Rosetta können zur Initialisierung eines Markov-Zustandsmodells als Ausgangspunkt für Folding@home-Simulationen verwendet werden. Umgekehrt können die Algorithmen zur Strukturvorhersage aus thermodynamischen und kinetischen Modellen sowie die Sampling-Aspekte von Proteinfaltungssimulationen verbessert werden. Da Rosetta nur versucht, den endgültigen Faltungszustand vorherzusagen, nicht aber, wie die Faltung abläuft, sind Rosetta@home und Folding@home komplementär und adressieren sehr unterschiedliche molekulare Fragestellungen.

### Foldit
Ziel von Foldit ist es, ein möglichst gut „gefaltetes“ Protein zu erhalten, d. h. ein Modell des Proteins im Zustand des Energieminimums. Das ist die Form, in der es in der Natur vorkommt. Dazu sind allerdings keinerlei Vorkenntnisse nötig, die Bewertung erledigt das Programm. Die Möglichkeiten, die der Spieler zur Proteinmanipulation hat, werden in einer Serie von Tutorialpuzzles erklärt. Für das Spiel wird dabei eine grafische Entsprechung der Proteinstruktur angezeigt, die der Spieler mit verschiedenen Werkzeugen verändern kann. Wenn die Struktur verändert wird, berechnet das Programm einen Punktwert basierend darauf, wie gut das Protein gefaltet ist. Für jedes Puzzle wird ein Highscore sowohl für Einzel- als auch für Gruppenlösungen errechnet, der sich in Echtzeit ändert. Foldit ist der Versuch, die natürlichen menschlichen 3-D-Mustererkennungsfähigkeiten auf dieses Problem anzusetzen. Gegenwärtige Puzzles basieren auf gut verstandenen Proteinen. Indem untersucht wird, auf welche Art die Spieler intuitiv an diese Puzzles herangehen, versuchen die Wissenschaftler, existierende Proteinfaltungssoftware zu verbessern.

### Anton
Anton ist ein Supercomputer, der für Molekulardynamik-Simulationen gebaut wurde. Im Oktober 2011 waren Anton und Folding@home die beiden leistungsstärksten Molekulardynamiksysteme. Anton ist einzigartig in seiner Fähigkeit, einzelne ultralange, rechenintensive Molekültrajektorien zu erzeugen wie zum Beispiel eine im Jahr 2010, die den Millisekundenbereich erreichte. Diese langen Trajektorien können besonders hilfreich für einige Arten von biochemischen Problemen sein. Anton verwendet jedoch keine Markov-Zustandsmodelle (MSM) für die Analyse. Im Jahr 2011 konstruierte das Pande-Labor ein MSM aus zwei 100-Mikrosekunden Anton-Simulationen und fand alternative Faltungswege, die durch Antons traditionelle Analyse nicht sichtbar waren. Sie kamen zu dem Schluss, dass es kaum einen Unterschied zwischen MSMs gab, die aus einer begrenzten Anzahl langer Bahnen konstruiert wurden, und solchen, die aus vielen kürzeren Bahnen zusammengesetzt wurden. Im Juni 2011 fügte Folding@home die Probenahme einer Anton-Simulation hinzu, um besser zu bestimmen, wie ihre Methoden im Vergleich zu Antons Methoden aussehen. Im Gegensatz zu den kürzeren Bahnen von Folding@home, die für verteilte Berechnungen und andere Parallelisierungsmethoden besser geeignet sind, erfordern längere Bahnen keine adaptive Probenahme, um den Phasenraum des Proteins ausreichend zu beproben. Aus diesem Grund ist es möglich, dass eine Kombination der Simulationsmethoden von Anton und Folding@home eine gründlichere Abtastung dieses Raumes ermöglichen würde.